# BSG80 - Galactica Discovers Earth (1)
De aflevering Galactica Discovers Earth (1) is de eerste aflevering van de sciencefictionserie Galactica 1980. De verhaallijn begint dertig jaar na het eindigen van de Battlestar Galactica-verhaallijn.

## Rolverdeling

### Hoofdrollen
- Commander Adama - Lorne Greene
- Boomer - Herbert Jefferson, Jr.
- Kapitein Troy - Kent McCord
- Luitenant Dillon - Barry Van Dyke
- Jamie Hamilton - Robyn Douglass
- Dokter Zee - Robbie Rist

### Gastrollen
- Xavier - Richard Lynch
- Professor Mortinson - Robert Reed

## Synopsis
Na een reis van meer dan 30 jaar door de ruimte vindt de Battlestar Galactica eindelijk de planeet aarde. Tot de teleurstelling van de vloot is de 13e kolonie van Kobol onderontwikkeld, het is 1980 op aarde. Hierdoor is de planeet niet geavanceerd genoeg om mee te kunnen helpen in de strijd tegen de Cylons. Om te voorkomen dat de Cylons de aarde zullen vinden en vernietigen stuurt commander Adama de vloot weg van de aarde.
Op voorspraak van dokter Zee stuurt Adama teams van koloniale soldaten om incognito verschillende wetenschappers op de planeet bij te staan. Hierbij gaan zij zowel naar de Sovjet-Unie en de Verenigde Staten als andere landen op aarde. Het team van Kapitein Troy en Luitenant Dillon gaat naar de westkust van de Verenigde Staten om daar professor Mortinson, een vooraanstaand wetenschapper, te vinden en bij te staan. Ze maken gebruik van schilden die hun Vipers onzichtbaar kunnen maken en ook zichzelf. In hun horloge zit een kleine taalcomputer waarin ze aardse begrippen die ze niet begrijpen in kunnen tikken. Hun motoren kunnen tevens vliegen. Ze worden ontdekt door verslaggeefster Jamie Hamilton die per ongeluk achter hun ware identiteit komt. Zij besluit hen vanaf dat moment te helpen in ruil voor het voorrecht dat ze mee mag naar de Galactica.
Dokter Xavier, een lid van de Raad van Twaalf, is ervan overtuigd dat dit niet goed genoeg is en wil dat er drastischer stappen ondernomen worden. Hij besluit het door de 14-jarige dokter Zee uitgevonden tijdreisapparaat te stelen en af te reizen naar nazi-Duitsland met de bedoeling om de ontwikkeling van de nazi-technologie te versnellen om zo de Galactica en haar vloot bij te staan.